# Hapenkari
Hapenkari är en ö i Finland. Den ligger i Bottenhavet och i kommunen Nystad i den ekonomiska regionen  Nystadsregionen i landskapet Egentliga Finland, i den sydvästra delen av landet. Ön ligger omkring 76 kilometer nordväst om Åbo och omkring 220 kilometer väster om Helsingfors.
Öns area är 1,5 hektar och dess största längd är 210 meter i sydöst-nordvästlig riktning. I omgivningarna runt Hapenkari växer i huvudsak barrskog.